# Bola rebola
Bola rebola è un singolo del duo di produttori brasiliani Tropkillaz, del cantante colombiano J Balvin e della cantante brasiliana Anitta, pubblicato il 22 febbraio 2019.
È stato premiato ai Prêmios MTV MIAW come inno dell'anno.

## Video musicale
Il video, girato a Salvador, è stato reso disponibile in concomitanza con la commercializzazione del brano.

## Tracce
Testi e musiche di J Balvin, Anitta, Hailey Collier, JVZEL, Laudz, MC Zaac e Zegon.
Download digitale, streaming
1. Bola rebola (feat. MC Zaac) – 3:13

Download digitale – Remixes
1. Bola rebola (feat. MC Zaac) (Malaa Remix) – 3:57
2. Bola rebola (feat. MC Zaac) (Thomas Gold Remix) – 3:39
3. Bola rebola (feat. MC Zaac) (Scorsi Remix) – 3:00
4. Bola rebola (feat. MC Zaac) (Justin Mylo Remix) – 4:06
5. Bola rebola (feat. MC Zaac) (D'Maduro Remix) – 3:02
6. Bola rebola (feat. MC Zaac) (Versano Remix) – 3:30
7. Bola rebola (feat. MC Zaac) (BearCat Remix) – 3:33
8. Bola rebola (feat. MC Zaac) (M3B Remix) – 2:29

## Formazione
- J Balvin – voce
- Anitta – voce
- MC Zaac – voce aggiuntiva
- Tropkillaz – produzione

## Classifiche

### Classifiche settimanali
| Classifica (2019) | Posizione massima |
| ----------------- | ----------------- |
| Brasile           | 1                 |
| Portogallo        | 12                |

### Classifiche di fine anno
| Classifica (2019) | Posizione |
| ----------------- | --------- |
| Portogallo        | 44        |